# Real Time Bidding

Le « real-time bidding » (enchère en temps réel en anglais), communément appelé RTB est une technique utilisée dans la publicité en ligne qui consiste à vendre en temps réel et au plus offrant une impression publicitaire donnée. Les annonceurs choisissent ou non d'enchérir et à quel prix en fonction des caractéristiques comme la taille de la bannière, le contexte de la page web ou encore l'endroit et le moment auxquels elle est visualisée. Les campagnes en real-time bidding, souvent confiées par les annonceurs à des trading desks, sont censées cibler uniquement les internautes jugés pertinents dans le cadre d'une campagne annonceur, et ainsi limiter la déperdition sur cible.

## Fonctionnement
Le processus du RTB se déroule en quelques millièmes de seconde. Voici les différentes étapes qui prennent place :
- Un utilisateur appelle une page web qui utilise le RTB.
- Le tag URL contenu dans la page web appelle un serveur publicitaire ou « ad server »
- Ce serveur est en lien avec un ou des « supply side platform » (SSP). Il les appelle et détermine qui offre le meilleur prix.
- La publicité remportant l'enchère est alors affichée sur la page web.

## Données
Les données sont essentielles dans la mise en place du RTB.
Collectées directement par certains « trading desks », ces datas peuvent aussi l'être auprès de DMP (« data management platforms »). Elles proviennent généralement de cookies et incluent des comportements de navigation, des indications de lieu et de temps.
Ce sont ces données qui permettent de déterminer en temps réel le prix que peut avoir une impression précise pour un annonceur précis. Par exemple, si un utilisateur a montré un intérêt pour un sujet A, un annonceur en lien avec le sujet A misera en principe plus cher qu'un annonceur en lien avec un sujet B.

## Évolution
Le RTB (Real Time Bidding) prend progressivement une importance croissante dans les modes d'achat de la publicité sur Internet, remplaçant les campagnes directes, négociées de gré à gré. Le RTB permet ainsi aux agences et aux régies de négocier les espaces publicitaires de façon automatisée sans passer par les bons de commande et les processus administratifs qui étaient nécessaires jusque-là. Le RTB est l'une des composantes du marketing programmatique, qui inclut également de l'Automated Guaranteed quand il n'y a pas de vente aux enchères mais tout de même une vente automatisée par des algorithmes.

## Acteurs
Quelques SSP (supply side platform, intermédiaires pour vendre le trafic des sites aux enchères) : 
- Xandr
- Google Doubleclick Ad exchange
- Improve Digital
- Magnite
- Pubmatic
- Equativ

Quelques DSP (demand-side platform, intermédiaires pour acheter le trafic auprès des SSP) : 
- Xandr
- Criteo
- Google DV360
- Mediarithmics
- Mediamath
- Amobee
- LiquidM